# Giuseppe Recco
Giuseppe Recco (ur. 12 czerwca 1634 w Neapolu, zm. 29 maja 1695 w Alicante) – włoski malarz okresu baroku, neapolitański twórca martwych natur.

## Życiorys
Uczył się w Mediolanie. Przez pewien czas przebywał w Hiszpanii. Przedstawiał zazwyczaj florę i faunę morską oraz kwiaty, spiżarnie i motywy vanitas.
Jego ojciec (Giacomo Recco) i wuj (Giovan Battista Recco) byli malarzami kwiatów.

## Wybrane dzieła

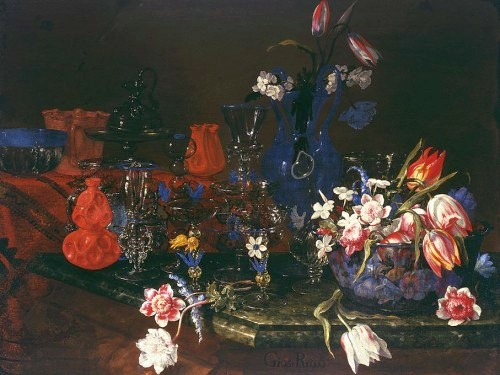
Martwa natura z naczyniami szklanymi Muzeum Narodowe w Warszawie

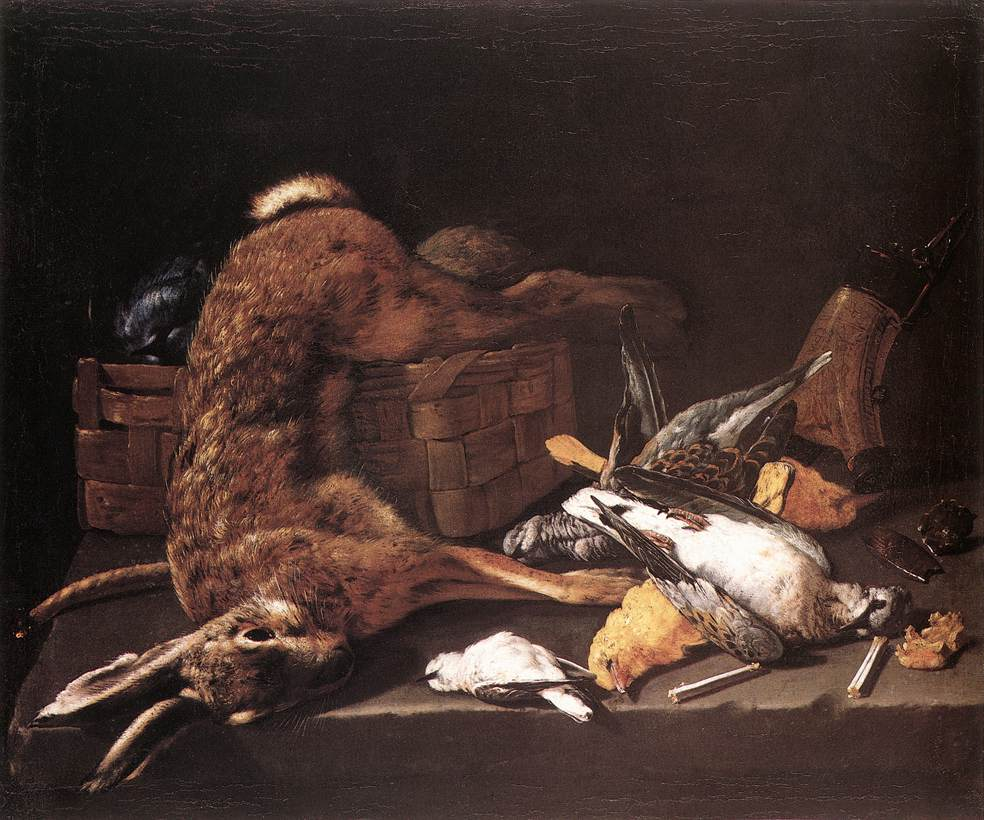
Martwa natura myśliwska

- Langusty i sardynki – Madryt, Prado,
- Martwa natura – Chambèry, Musée des Beaux-Arts,
- Martwa natura z maskami i instrumentami muzycznymi – Rotterdam, Museum Boijmans Van Beuningen,
- Martwa natura myśliwska, kolekcja prywatna,
- Martwa natura z naczyniami szklanymi – Warszawa, Muzeum Narodowe,
- Martwa natura z owocami i kwiatami (ok. 1670) – Neapol, Museo di Capodimonte,
- Martwa natura z owocami, kwiatami i ptakami (1672) – Neapol, Museo di Capodimonte,
- Martwa natura z rybami – Paryż, Luwr,
- Owoce – Nowy Jork, Metropolitan Museum of Art,
- Ryby – Łódź, Muzeum Sztuki,
- Ryby (1670-80) – Florencja, Uffizi,
- Wnętrze kuchni (1675) – Wiedeń, Akademie der Bildenden Kuenste.